# Tetraodontoidei
Tetraodontoidei è un sottordine di pesci ossei Tetraodontiformes.

## Famiglie
- Balistidae
- Diodontidae
- Molidae
- Monacanthidae
- Ostraciidae
- Tetraodontidae
- Triodontidae